# 丘諾沃
丘諾沃（斯洛伐克语）是斯洛伐克首都布拉提斯拉瓦的一個地區，在行政區劃上屬於布拉提斯拉瓦5區。丘諾沃在南側和匈牙利接壤。丘諾沃首次被提及是在1232年。